# Boris Iwanowitsch Boki
Boris Iwanowitsch Boki (russisch Борис Иванович Бокий; * 11. Julijul. / 23. Juli 1873greg. in Tiflis; † 13. März 1927 in Leningrad) war ein russischer Montanwissenschaftler und Hochschullehrer.

## Leben
Bokis Vater Iwan Dmitrijewitsch Boki war Chemie- und Physiklehrer und Wirklicher Staatsrat (4. Rangklasse). Boki studierte am St. Petersburger Bergbau-Institut mit Abschluss 1895. Danach arbeitete er in den Bergwerken des Donbas, wo er ein neues umfassendes Entwicklungskonzept zur Verbesserung des Kohleabbaus einführte. Ab 1906 leitete er den Lehrstuhl für Montanwissenschaften des St. Petersburger Bergbau-Instituts. 1908 war er an der Untersuchung der Katastrophe in einem der Jusowki-Bergwerke in Donezk beteiligt, bei der 274 Menschen starben. Boki schlug ein erstes praktisches Verfahren zur Untertagevergasung vor. Er verfasste grundlegende Arbeiten zur Prospektion. 1913 erschien sein Praktischer Kurs der Bergkunst. 1914 folgte die Ernennung zum Professor.
Nach der Oktoberrevolution wurde Boki 1921 verantwortlicher Berater der neuen ukrainischen Trusts Donugol in Donezk für Kohle, Jugostal in Charkow für Stahl und anderer. Daneben lehrte er an der neuen Moskauer Bergakademie. 1924 erschien eine Glasdruck-Ausgabe seines Analytischen Kurses der Bergkunst. Die Buchveröffentlichung  erfolgte erst nach seinem Tode.
Bokis jüngerer Bruder war der NKWD-Kommissar Gleb Iwanowitsch Boki. Bokis Sohn war der Kristallchemiker Georgi Borissowitsch Boki.